# Pectiniunguis bollmani
Pectiniunguis bollmani är en mångfotingart som beskrevs av Pereira, Minelli och Foddai 1999. Pectiniunguis bollmani ingår i släktet Pectiniunguis och familjen småjordkrypare.
Artens utbredningsområde är Venezuela. Inga underarter finns listade i Catalogue of Life.